# 贺治平
贺治平（？—1931年2月7日），化名陈虞，原名贺林隶，男，江西人，曾任江西总工会委员兼共产青年团委员，后任江苏省委委员兼红旗日报记者，龙华二十四烈士之一。

## 生平
贺治平与刘争（王和鼎）于1931年1月18日在上海华德路75号长沪新小学被捕，当时他公开职务是长沪新小学教师。2月7日夜，在龙华看守所被枪杀。